# Lukáš Opiela
Lukáš Opiela (Humenné, 13 gennaio 1986) è un calciatore slovacco, centrocampista dello Jelka.

## Palmarès

### Club

#### Competizioni nazionali
- Coppa della Repubblica Ceca: 1

Mladá Boleslav: 2010-2011